# Castrillo de Villavega
Castrillo de Villavega is een gemeente in de Spaanse provincie Palencia in de regio Castilië en León met een oppervlakte van 33,94 km². Castrillo de Villavega telt 192 inwoners (1 januari 2016).

## Demografische ontwikkeling
Bron: INE, 1857-2011: volkstellingen